# Pandhof

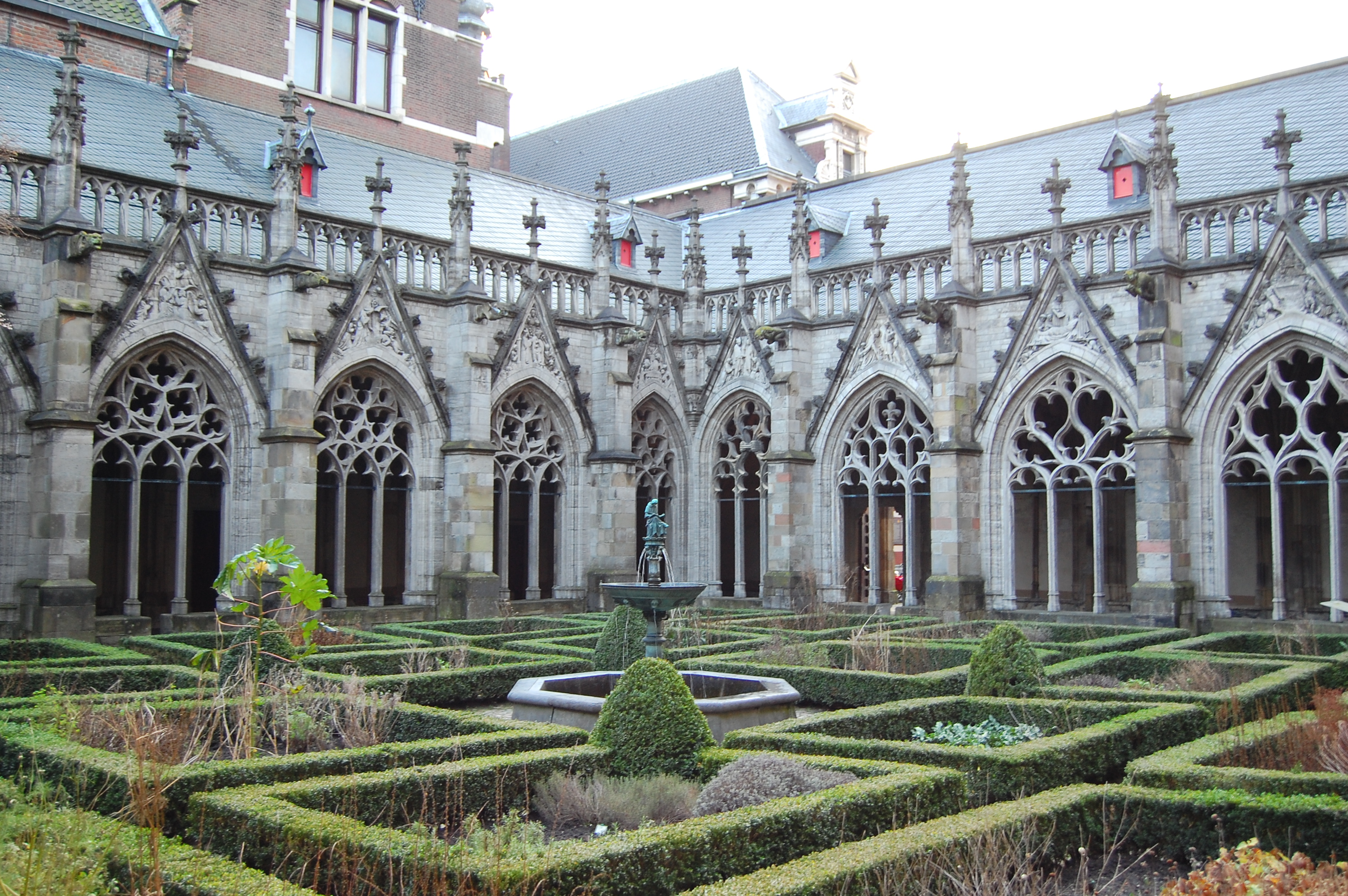
Traditionele buxusperken en een centraal geplaatste fontein in de pandhof van de Dom van Utrecht

Een pandhof of kloosterhof is een binnenplaats waaromheen een kloostergang of kruisgang is gesitueerd. Een dergelijke hof wordt aangetroffen bij meest oudere kloosters en bij kapittelkerken die een kloostergang bezitten.
De pandhof is meestal ingericht als kloostertuin of als een geplaveide binnenplaats of plein. In het eerste geval is vaak gekozen voor een traditionele kloostertuinaanleg met geometrische perken met kruiden of sierplanten, omzoomd door buxushagen en van elkaar gescheiden door verharde paden. Centraal in de pandhof bevindt zich vaak een waterput, fontein of ander waterbekken om regenwater op te vangen. Ook kan het bouwwerken bevatten, zoals een kapel of een schuur.
Voorbeelden van pandhoven bij kapittelkerken zijn de pandhof van de Dom en die van Sinte-Marie in Utrecht, de pandhof van de Sint-Servaas en die van de Onze-Lieve-Vrouwe in Maastricht en de pandhof van de Onze-Lieve-Vrouwebasiliek in Tongeren. Voorbeelden van kloosters met een kloostergang en pandhof zijn het Klooster Ter Apel (Groningen), het Kruisherenklooster in Maastricht (thans binnenplaats van het Kruisherenhotel) en de Abdij Rolduc in Kerkrade.

## Galerij

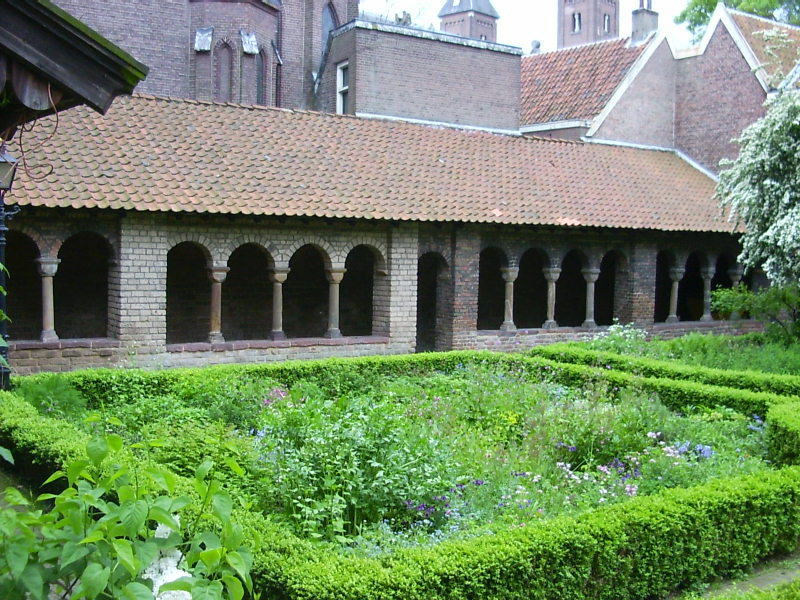
Pandhof Sinte-Marie, Utrecht
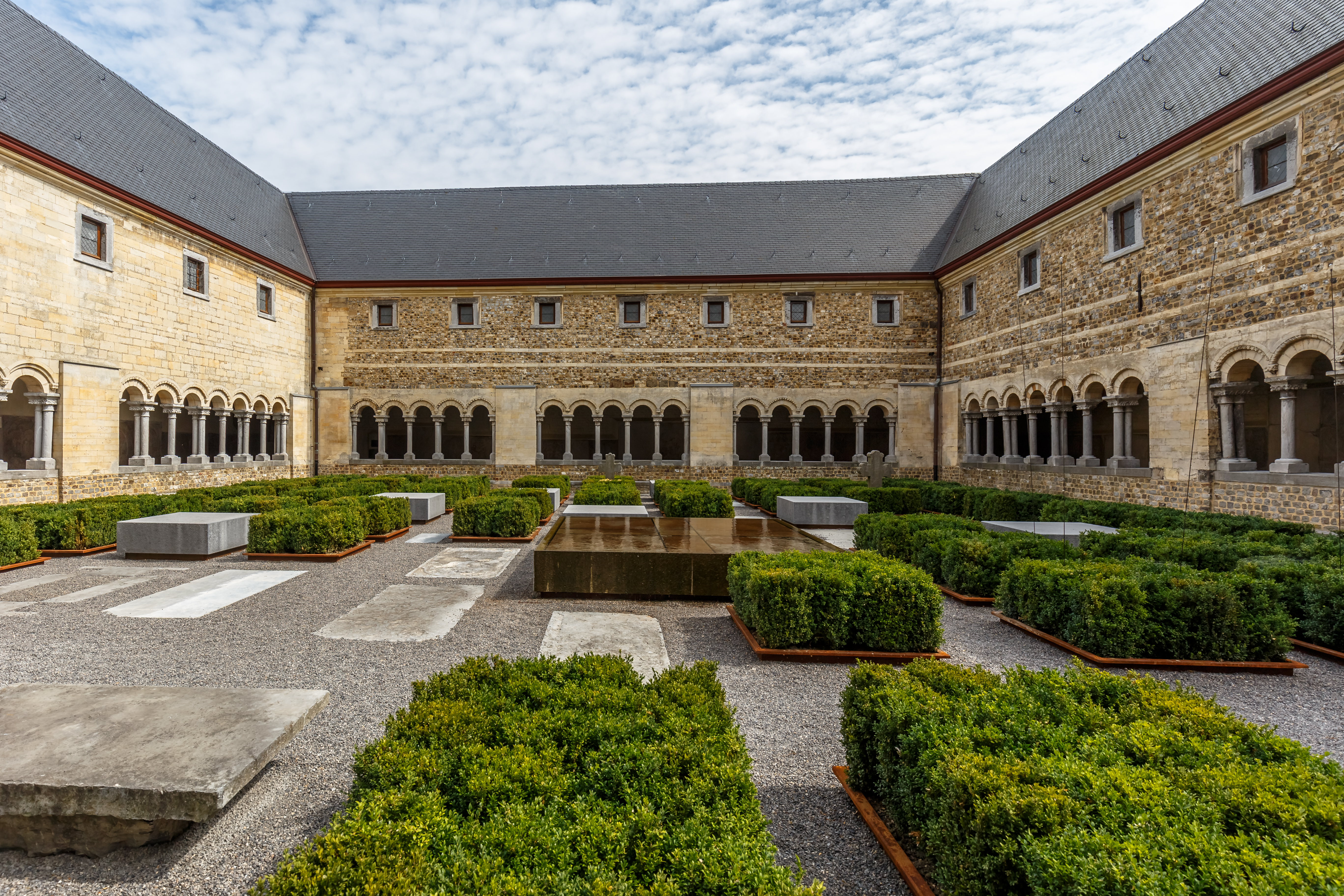
Onze-Lieve-Vrouwebasiliek, Tongeren
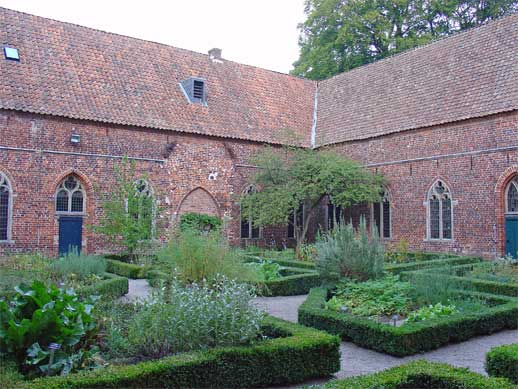
Klooster ter Apel
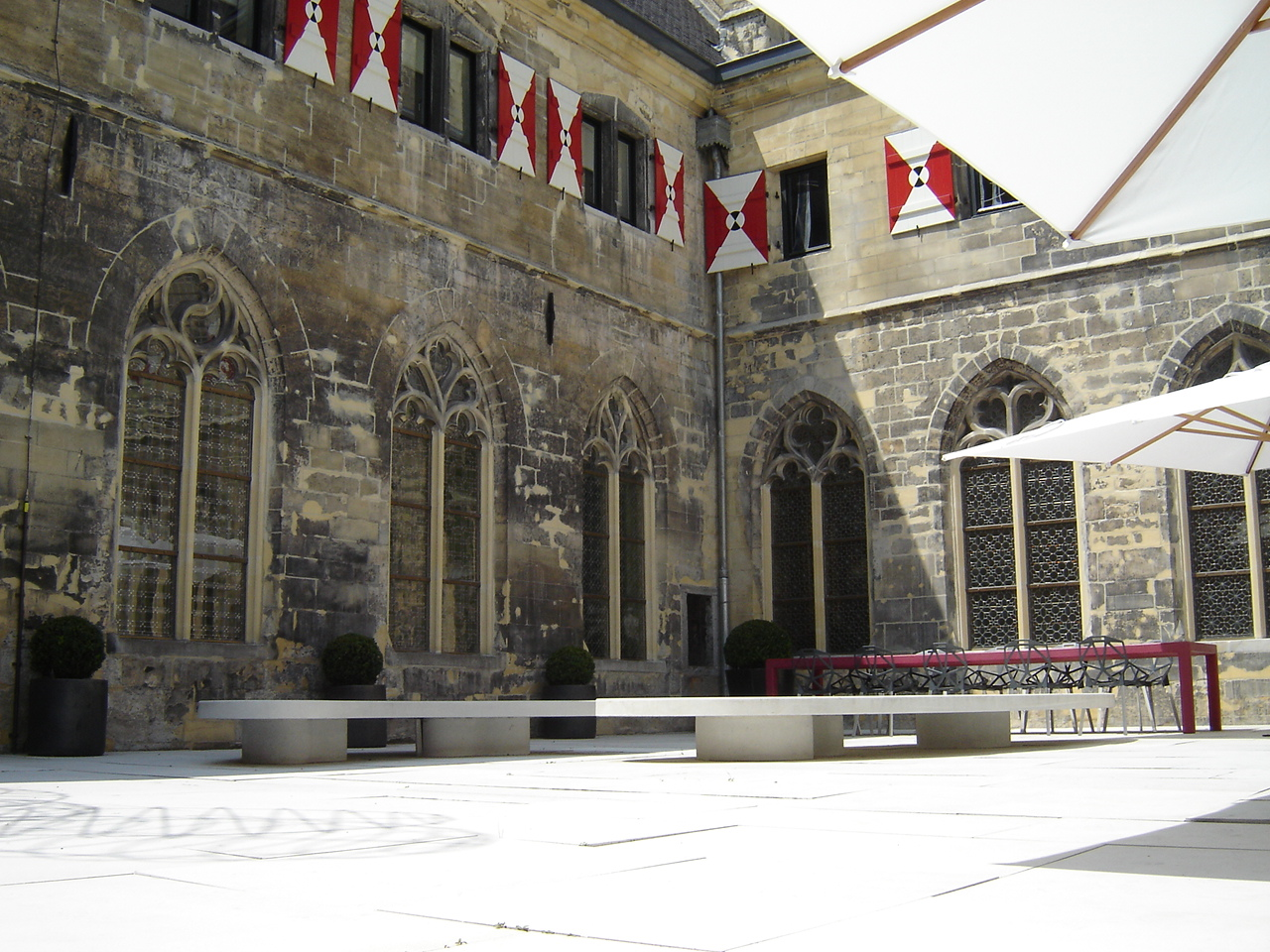
Kruisherenklooster, Maastricht

bracium/brouwerij · cantharus/bron · cellae/kloostercellen · cellarium/kelder · clausuur · claustrum/kloostergang · dormitorium/slaapzaal · hospitium/gastenverblijf · infirmarium/ziekenvertrek · kapittelzaal · monasterium/kloosterkerk · pandhof · parlatorium · pistrinum/bakkerij · refectorium/refter · sacristie · scriptorium · kloostertuin